# L'Enfant et le Brouillard
Pour plus de détails, voir Fiche technique et Distribution.
L'Enfant et le Brouillard (El niño y la niebla) est un film mexicain réalisé par Roberto Gavaldón, sorti en 1953.

## Synopsis
Marta est prisonnière d'un mariage malheureux dans lequel elle ne trouve son bonheur qu'à travers son fils qu'elle protège abusivement.

## Fiche technique
- Titre : L'Enfant et le Brouillard
- Titre original : El niño y la niebla
- Réalisation : Roberto Gavaldón
- Scénario : Edmundo Báez et Roberto Gavaldón d'après la pièce de théâtre de Rodolfo Usigli
- Musique : Raúl Lavista
- Photographie : Gabriel Figueroa
- Montage : Gloria Schoemann
- Production : Jesús Grovas
- Société de production : Cinematográfica Grovas
- Pays :  Mexique
- Genre : Drame
- Durée : 111 minutes
- Dates de sortie : 
  -  Mexique : 24 décembre 1953

## Distribution
- Dolores del Río : Marta
- Pedro López Lagar : Guillermo Estrada
- Eduardo Noriega : Mauricio de la Torre
- Alejandro Ciangherotti : Daniel

## Distinctions
Le film a été présenté en sélection officielle en compétition au Festival de Cannes 1954.